# Stone Love
Stone Love è il terzo album in studio della cantante statunitense Angie Stone, pubblicato nel 2004.

## Tracce
1. Stoned Love (Intro) - 0:35
2. I Wanna Thank Ya (feat. Snoop Dogg) - 3:47
3. My Man (feat. Floetry) - 4:01
4. U-Haul - 3:56
5. Stay for a While (feat. Anthony Hamilton) - 4:01
6. Lovers' Ghetto - 4:05
7. Little Bit of This, Little Bit of That... (Interlude) - 0:25
8. You're Gonna Get It (feat. Diamond Stone) - 4:15
9. Come Home (Live with Me) - 3:57
10. You Don't Love Me - 3:34
11. Remy Red - 3:50
12. That Kind of Love (feat. Betty Wright) - 3:52
13. Touch It (Interlude) - 1:20
14. Cinderella Ballin' - 4:35
15. Karma (feat. T.H.C.) - 4:42
16. Wherever You Are (Outro) - 0:35
17. I Wanna Thank Ya (No Rap) - 3:13